# Joseph Bryan Nelson
Pour les articles homonymes, voir Nelson.
Joseph Bryan Nelson, né le 14 mars 1932 à Shipley et mort le 29 juin 2015 à Kirkcudbright, est un ornithologue et universitaire britannique.

## Biographie
Autorité de premier plan sur les oiseaux de mer (notamment le Fou de Bassan),  il publie de nombreux ouvrages dessus tout en enseignant la zoologie à l'université d'Aberdeen. Il est également l'un des pionniers de la recherche ornithologique en Jordanie, sur l'île Christmas et dans les îles Galápagos.
Il a contribué à la création du parc national de l'île Christmas (en) qui a contribué à préserver l'habitat du Fou d'Abbott en voie de disparition.